# 威廉斯頓 (維多利亞州)
威廉斯頓（Williamstown）是澳大利亞維多利亞州城市墨爾本郊外的一座城市。據2011年人口普查，威廉斯頓有人口13,203人。威廉距墨爾本大約有15分鐘的車程。威廉斯顿是维多利亚州第一个白人居住地。                      
威廉斯顿的景点包括：
威廉斯顿海滩（免费），
Seaworks 航海博物馆（周日，周三免费开放）、
HMAS Castlemaine（周末开放）、
Ann Street历史街区（免费）、
Point Gellibrand（免费）。
交通：
471，472，475号公交车
墨尔本城市铁路从威廉斯顿-弗林德斯街车站
Williamstown ferry 和 Williamstown cruises 从威廉斯顿-墨尔本南门